# Golders Hill Park

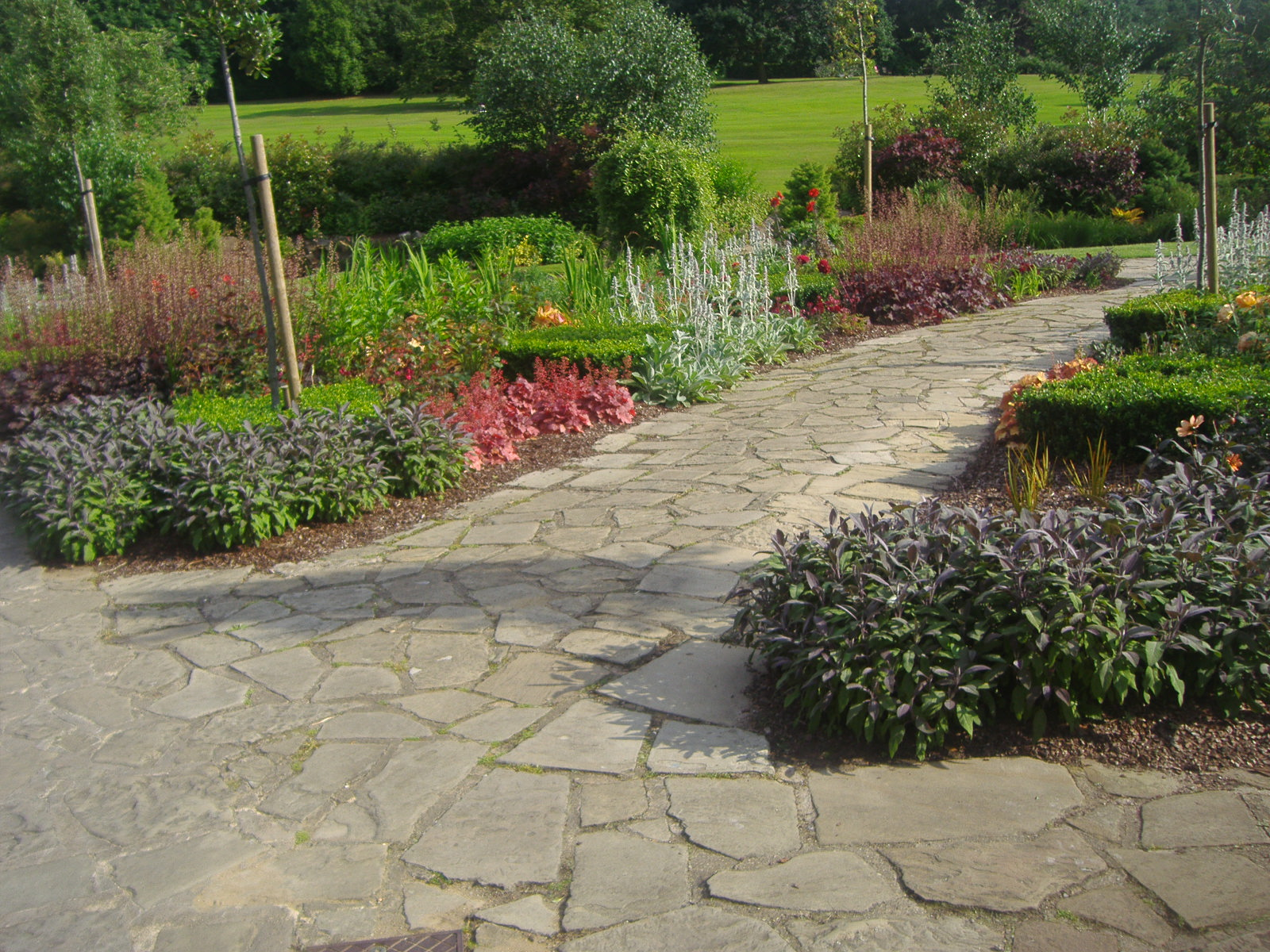
Sentiero

Golders Hill Park è un parco pubblico situato nel quartiere di Golders Green, Londra. È gestito dalla City of London Corporation in quanto parte del parco di Hampstead Heath. Rientra per questo nell'Hampstead Heath Site of Metropolitan Importance for Nature Conservation. A differenza della più vasta area del parco di Hampstead Heath, Golders Hill Park durante la notte viene chiuso.
Golders Hill Park confina con l'area West Heath del parco di Hampstead Heath, e i suoi terreni erano precedentemente occupati da una grande tenuta che venne bombardata durante la seconda guerra mondiale.
All'interno del parco si trovano principalmente ampi prati dall'erba curata, ma è presente anche un giardino fiorito, un laghetto delle anatre attraversato da un piccolo ponte, un giardino acquatico separato, che conduce a uno stagno più grande, e un piccolo zoo gratuito, recentemente ristrutturato, dove si possono ammirare lemuri, volatili e altri animali. In un recinto separato, si possono vedere anche i daini. All'interno del parco si trova inoltre una serra delle farfalle, aperta in determinati orari durante l'estate. Ci sono anche campi da tennis, un parco giochi e prati da croquet. Una caffetteria e ristorante si trova in cima al parco, vicino al sito dove si trovava l'antica tenuta.
Durante l'estate vengono organizzate attività per bambini e nei mesi di giugno e luglio, la domenica pomeriggio, vengono organizzati spettacoli di musica dal vivo sul palco dell'orchestra.
Nel parco, a differenza della maggior parte di Hampstead Heath, i cani devono essere tenuti al guinzaglio.

## Specie
Lo zoo contiene molti animali e uccelli, tra cui asini, coati, nandù, lepri di Patagonia, galli rossi, fagiani di Lady Amherst, seriemi crestati, lemuri dalla coda ad anelli, kookaburra, ibis, aironi, garzette, gufi reali eurasiatici e gru nucabianca.